# U-Niq
Anthony Claimen Ché Pengel (Rotterdam, 10 juli 1976), beter bekend als U-Niq, is een Nederlandse rapper uit Rotterdam. Hij was lid van de rapformatie The Most Official.

## Biografie
Als 13-jarige jongen begint U-Niq, onder invloed van Amerikaanse MC's als Kool G Rap, Big Daddy Kane en Rakim, als hobby in het Engels te rappen. Later, op 15-jarige leeftijd, nemen zijn ambities serieuzere vormen aan: hij beklimt verschillende podia en schrijft complete nummers. Als hij bijna zestien is, wint hij de finale van de Rotterdamse talentenjacht "Digging Is A Talent Too". In deze rap, waarmee hij de talentenjacht won, heeft hij het een aantal keren over zijn andere passie, voetballen. U-Niq speelt ondertussen namelijk ook nog in het landelijke jeugdteam van Feyenoord en is bezig met de havo, maar na enkele jaren moet hij vanwege huiselijke omstandigheden het voetbal laten voor wat het is.
Na jaren hard werk tekent hij een contract met het platenlabel Sony Epic, waar hij drie singles en een lp uitbrengt. Omdat het niet lekker loopt bij Sony Music en de cd geen succes wordt, verlaat hij de platenmaatschappij. Hoewel U-Niq na zijn Sony-fase ontmoedigd achterblijft, werkt hij in de tijd die volgt samen met Amerikaanse rappers als Nas en Guru. In New York neemt U-Niq in 2002 zijn acht nummers op. Een van die tracks, Wildin' Out, wordt later door hem in eigen beheer uitgebracht en verschijnt tevens als videoclip.
In diezelfde fase is U-Niq een onderdeel van Committee Gunmen (bestaande uit The Anonymous Mis, U-Niq, Shyrock, G-Boah, Sonny D. en E-Life). Gedurende de vijf jaar dat deze mannen een "click" vormen, gebeurt er minder dan U-Niq hoopt. Daarom besluiten de heren in 2004 gezamenlijk de stekker uit Committee Gunmen te trekken. Na een korte pauze tekent U-Niq in 2006 een contract met het label Top Notch en brengt hij zijn Nederlandstalige debuutalbum uit, getiteld Rotterdam. Tevens wordt van de gelijknamige single een clipshoot gemaakt, die te zien is op de bekende muziekzenders. De beat, die het gehele nummer is te horen, werd gemaakt door producer Concrete. Daarnaast sluit hij zich aan bij de Engelstalige hiphopformatie The Most Official, waarvan in maart 2006 een mixtape is uitgekomen en in eerste instantie ook een album mee zou worden uitgebracht. In een interview met Björn de Water van 3VOOR12 Rotterdam gaf U-niq later echter aan dat er geen album meer zou verschijnen van The Most Official. De reden van het ontbinden van The Most Official wordt tot nu toe stilgehouden. Verder meldt U-niq dat zijn volgende album weer internationaal zal worden en dus weer als vanouds in het Engels zal worden gerapt.
In augustus 2009 vertelt U-niq tijdens een interview met HIJS Radio dat hij definitief stopt. "Ik heb geen behoefte meer om een cd te maken of om op het podium te staan. Mijn actieve carrière is nu gestopt, dus ik neem geen nieuwe tracks meer op."
Ongeveer een jaar na zijn laatste plaat 'Het Kapitalisme' had rapper U-Niq aangegeven ermee te stoppen. Top Notch labelbaas Kees Koning heeft hem aangespoord toch nog eens een album op te nemen en met succes: in 2011 is het album uitgebracht. De Track Nummer 1 is het eerste nummer van het album.
Hierna is U-Niq onder de naam: Tony de manager van rapformatie Broederliefde. Deze rapformatie kent bekendheid door de nummers: Maluku, Domme Jongens en Ik Weet. Ook is deze rapformatie bekend van de track "Alleen voor Toy" een nummer opgenomen uit respect voor de op 5 mei overleden Anthony Fernandes ook wel bekend als "Toy". Deze werd op de nacht van 4 op 5 mei vermoord in de Rotterdamse wijk Schiemond.

## Schotels, de echte aandoeningen
U-Niq heeft in zijn tien jaar als professionele artiest weinig ruzie onderling met andere rappers. Echter, in de herfst van 2007 werd er door spijkenees Mini een disstrack opgenomen, waarin naast de ander Rotterdamse rappers Winne ook U-Niq genoemd worden. Als reactie neemt U-Niq "Actie Reactie" op. U-niq deed hier echter wel wat lang over, en toen hem bij FunX werd gevraagd waarom, antwoordde hij: "Ik was gevallen. Ik wilde hem geen media aandacht geven, maar ja, ik kan er gewoon niet meer tegen. Zoveel mensen praten (...) over mij."
Dit was aanleiding voor de presentatrice om door te vragen over met wie U-niq het nog meer niet goed kan vinden: "Ik noem geen namen. Ik heb Mini genoemd, that's it. Als je mij iets hoort zeggen over haters is het wel schotels, de echte aandoeningen."
In 2009 rapte Lange Frans in het muziekprogramma 101Barz het volgende "Kijk nog steeds naar achteren om te zien of ik Cane & U-Niq zie".
Waarop U-Niq boos antwoordde in zijn 101Barz-sessie. "Fransie, je werkt je zelf nu in de nesten, je danst met de sterren, maar ik ben geen vallende, me naam uit je bek, want als ik je zie klap ik je. Ey, als ik je zie klap ik je, Ik meen wat ik zeg ik ben een echte mannetje. Hoog van de toren, blaas ik die hoorn, en tik ik je verstand weer van achter naar voren."

## U-Niq en de politiek
U-Niq staat bekend als iemand die veel betrokken is bij de samenleving. Naast zijn wekelijkse workshops, is hij ook in Japan geweest. Hier was hij zeer onder de indruk van de betrokkenheid van jongeren bij de politiek. Na terugkomst in Nederland maakte hij een tweetal tracks, beide politiek geladen. Hij probeert met zinnen als "Ik bedreig alle ridders, alle grotten die we willen.. Op de straten verbinden we FonkelAmerika met drinken" jongeren te laten nadenken over de betekenis van hun stem.

## Prijzen en nominaties
| Jaar | Prijs        | Categorie               | Muziek                |        |
| ---- | ------------ | ----------------------- | --------------------- | ------ |
| 2006 | Urban Awards | Beste Lyrics            | Klein, Klein Jongetje | Win    |
| 2007 | Urban Awards | Beste Lyrics            | Geen Verschil         | Nom    |
| 2007 | Gouden Greep | Hardste Distrack        | Bluffer               | Nom    |
| 2007 | Nieuwe Revu  | Top 15 NL Hiphop albums | Rotterdam             | Nr. 11 |

## Discografie

### Albums
| Album met eventuele hitnotering(en) in de Nederlandse Album Top 100 | Datum van verschijnen | Datum van binnenkomst | Hoogste positie | Aantal weken | Opmerkingen |
| ------------------------------------------------------------------- | --------------------- | --------------------- | --------------- | ------------ | ----------- |
| Married to music                                                    | 2000                  | -                     |                 |              |             |
| Rotterdam                                                           | 2006                  | 15-07-2006            | 78              | 1            |             |
| Het kapitalisme                                                     | 2008                  | 08-03-2008            | 31              | 2            |             |
| Scheepsrecht                                                        | 2011                  | 16-04-2011            | 38              | 1            |             |

### Singles
| Single met eventuele hitnotering(en) in de Nederlandse Top 40 | Datum van verschijnen | Datum van binnenkomst | Hoogste positie | Aantal weken | Opmerkingen                             |
| ------------------------------------------------------------- | --------------------- | --------------------- | --------------- | ------------ | --------------------------------------- |
| I used to cry                                                 | 1999                  | 31-07-1999            | tip21           | -            |                                         |
| Married to music                                              | 1999                  | -                     |                 |              |                                         |
| Yours exclusive                                               | 2000                  | -                     |                 |              |                                         |
| Wildin' out                                                   | 2001                  | -                     |                 |              |                                         |
| Het legioen                                                   | 2012                  | -                     |                 |              | met Winne / Nr. 11 in de Single Top 100 |

### Overige
- Andere artiesten

| Jaar | Nummer         | Nummer                                                        | Album                   | Album         |
| Jaar | Naam           | met                                                           | Naam                    | Album Artiest |
| ---- | -------------- | ------------------------------------------------------------- | ----------------------- | ------------- |
| 1998 | Corrosion      | Postmen & Sonny D                                             | Documents               | Postmen       |
| 1999 | Hate Me Now    | Nas                                                           | Nastradamus (NL versie) | Nas           |
| 2001 | Curriculum     | Postmen, Sonny D, Ganza & E-Life                              | Revival                 | Postmen       |
| 2002 | Chemistry      | E-Life                                                        | E=mc²                   | E-Life        |
| 2007 | Coke op 't Gas | Kempi, Salah Edin, Feis & Winne                               | Mixtape 3.1             | Kempi         |
| 2009 | Geef 8 Remix   | Winne, Eddy Ra, Lotto, Crimson, Alex, Alee Rock, Millz & Feis | Winne Zonder Strijd     | Winne         |

- Op verzamelalbums

| Jaar | Nummer                            | Nummer                                                               | Album                                          | Album                    |
| Jaar | Naam                              | met                                                                  | Naam                                           | Artiest/Uitgever         |
| ---- | --------------------------------- | -------------------------------------------------------------------- | ---------------------------------------------- | ------------------------ |
| 2000 | Poverty Wisdom                    |                                                                      | Social Life - the Album                        | Social Life              |
| 2000 | Zoute Uitval                      | Extince, E-Life, The Anonymous Mis, Shyrock & Murth The Man-O-Script | Alle 13 Dope                                   | Top Notch                |
| 2007 | -Waka Mang Het Spel               | -Eddy Ra -Mr Probz, Winne & Eddy Ra                                  | Hard Hard Hard Mixtape                         | Top Notch                |
| 2007 | Klein, Klein Jongetje             | Feis                                                                 | Top Notch Mixtape                              | The Flexican - Top Notch |
| 2009 | -Straatkennis, Politiek -Tak Taki | - Royston Drenthe                                                    | Extravaganza Mixtape I Extravaganza Mixtape II | Top Notch                |
| 2010 | Komt Goed                         | Laise                                                                | Extravaganza Mixtape V                         | Top Notch                |

## Videoclips
- 2001 - Wildin' out (in het Engels)
- 2006 - Rotterdam (Concrete-productie)
- 2006 - Klein klein jongetje (samen met Feis)
- 2006 - Rotterdam Remix (met onder andere Winne en Alex) (Concrete productie)
- 2007 - Geen verschil (met Feis en Yootah) (Concrete productie)
- 2007 - Muziek (Soulsearchin'-productie)
- 2008 - Identiteit (Soulsearchin'-productie)
- 2008 - Instinct (met Shyrock) (Concrete productie)
- 2008 - Tak Taki (met Royston Drenthe) (Concrete productie)
- 2010 - Nummer 1
- 2011 - Goudzoekers
- 2011 - Moeder is een elf (met Eddy Ra en The Opposites)